# Matt Lentz
Matt Lentz (født 19. november 1982) er en amerikansk fodbold-spiller fra USA, der pt. er free agent. Han spiller positionen offensiv linjemand. Han har tidligere spillet i NFL for New York Giants.

## Klubber
- 2006-2007: New York Giants
- 2009: California Redwoods
- 2010: Sacramento Mountain Lions